# Globotruncana
Globotruncana è un genere estinto di foraminiferi planctonici, appartenente alla sottofamiglia Globotruncaninae, famiglia Globotruncanidae, dell'ordine Globigerinida. Il genere è stato istituito da Joseph A. Cushman nel 1927.
Il suo intervallo stratigrafico va dal Santoniano al Maastrichtiano, nel Cretacico superiore. La specie tipo è Pulvinulina arca, attualmente nota come Globotruncana arca.

## Descrizione
Le specie del genere Globotruncana presentano conchiglie trocospiralate, generalmente biconvesse e troncate. Le camere iniziali sono subglobulari, mentre quelle finali assumono forme angolari o petaloidi. Le suture sono incurvate e nodulose nel lato spirale, incise o sollevate nel lato umbilicale. La periferia è troncata e bicarenata, con due carene separate da una banda imperforata; quella umbilicale può essere poco sviluppata o assente.
L’ombelico è molto ampio e può occupare fino alla metà del diametro della conchiglia. La parete è calcitica ialina, finemente perforata, con superficie liscia nel lato spirale e talora pustolata in quello umbilicale.

## Paleoecologia
Globotruncana comprendeva forme planctoniche mesopelagiche, distribuite soprattutto in ambienti tropicali e subtropicali, ma con distribuzione latitudinale cosmopolita. Abitavano acque intermedie a profonde della Tetide.

## Tassonomia
Prima della ridefinizione dei generi della famiglia Globotruncanidae, molte specie erano collocate in Globotruncana come taxon generico collettivo. Successivamente, numerosi generi sono stati separati da Globotruncana, tra cui:
- Abathomphalus
- Dicarinella
- Gansserina
- Globotruncanaella
- Globotruncanita
- Praeglobotruncana
- Rotalipora
- Thalmanninella

Tra le specie attualmente attribuite a Globotruncana, si segnalano:
- Globotruncana aegyptiaca
- Globotruncana arca
- Globotruncana bulloides
- Globotruncana dupeublei
- Globotruncana esnehensis
- Globotruncana falsostuarti
- Globotruncana insignis
- Globotruncana lapparenti
- Globotruncana linneiana
- Globotruncana mariei
- Globotruncana nothi
- Globotruncana orientalis
- Globotruncana pseudoconica
- Globotruncana rosetta
- Globotruncana rugosa
- Globotruncana ventricosa